# Posizione chiave
Per posizione chiave, in politica, si intende il ruolo di rilievo ricoperto all'interno di un'istituzione politica, quali il Parlamento europeo o, in Italia, la Camera dei deputati o il Senato. Quello della posizione chiave è un concetto che deriva dall'analisi della produttività parlamentare ed è definito come la reale capacità di influire sui processi politici, slegata dalla volontà e dall'impegno profuso.

## In Italia
Posizioni chiave in Italia sono i cosiddetti incarichi di partito, quali capogruppo di aula o commissione, o un incarico istituzionale, per esempio presidente di commissione. Alla Camera dei deputati i presidenti di commissione producono mediamente tre volte di più del resto dell’Aula (184 vs. 60). Stesso discorso al Senato, dove i capogruppo di aula hanno una media di produttività che è più del doppio rispetto alla media.

## In Europa e Regno Unito
La London School of Economics  definisce le posizioni chiave nel parlamento europeo come "powerful agenda setting positions", ossia posizioni che hanno il potere di dettare l'agenda politica. Secondo l'università il parlamento europeo ha due tipi di posizioni di forza.
Le prime sono quelle dei maggiori uffici: i membri degli uffici, i capi dei gruppi politici, e le posizioni dei 22 comitati. L'ufficio esecutivo comprende il presidente del parlamento, i quattordici vicepresidenti (che officiano alla conferenza plenaria), e i cinque questori (che seguono i membri del parlamento). I capigruppo dei partiti politici (presidenti) determinano insieme l'agenda plenaria, e giocano un ruolo chiave nelle negoziazioni legislative con i governi dei paesi membri e la commissione nelle loro aree di interesse specifico. Questi uffici maggiori vengono assegnati all'inizio di ogni mandato quinquennale e riassegnati a metà della legislatura.
Le seconde posizioni sono quelle dei corrispondenti. Un corrispondente è un membro del parlamento scelto dal suo comitato per redigere un rapporto su una legge, il bilancio dell'unione, o altri temi. Il traghetta il report tramite i membri del comitato e l'assemblea plenaria, e capeggia ogni negoziazione con i governi dell'UE e la commissione. I membri del parlamento si contendono queste posizioni di potere, dato che un corrispondente può spesso influenzare gli emendamenti del Parlamento e dunque virtualmente anche la forma della legge europea - più o meno come uno sponsor di un progetto di legge nel Congresso degli Stati Uniti. Il sito del Parlamento britannico esplicita la gerarchia e le responsabilità di ogni ruolo dell'istituzione.